# Język nila
Język nila, także nila północny – język austronezyjski z prowincji Moluki w Indonezji.
Społeczność posługująca się tym językiem zamieszkiwała wyspę Nila (w grupie wysp Barat Daya), jednakże w 1978 r. została przesiedlona na Seram z powodu aktywności wulkanicznej. Pierwotnie był używany w przynajmniej trzech wsiach w północno-wschodniej części wyspy.
Przez samą społeczność jest traktowany jako jeden z dialektów języka TNS (teun-nila-serua), wraz ze wzajemnie zrozumiałym językiem serua oraz bardziej odrębnym językiem teun. James T. Collins sklasyfikował nila i serua jako jeden język (na podstawie analizy innowacji fonologicznych), ale wyodrębnił osobny język teun. W starszych klasyfikacjach z XX w. języki TNS były rozpatrywane jako dialekty wyróżnianego wówczas „języka damar”.
Według Ethnologue (wyd. 22) jest językiem wymarłym (został wyparty przez malajski amboński). We wcześniejszych materiałach SIL International (wyd. 16 Ethnologue oraz Atlas Bahasa Tanah Maluku) podano liczbę 1800 użytkowników (1989). Pewną znajomość języka TNS zachowują niektórzy migranci w Holandii.